# Història dels titelles

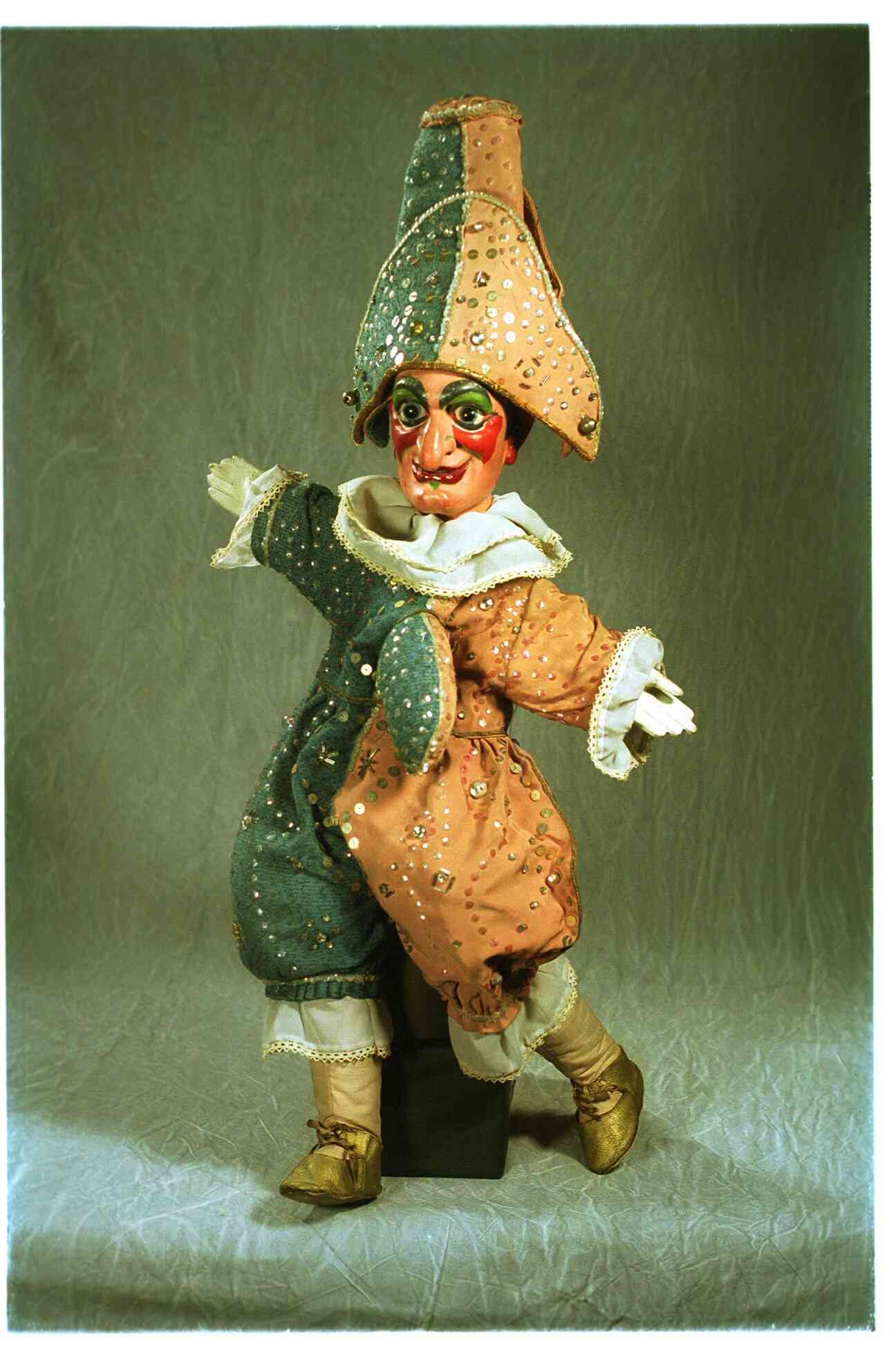
Putxinel·li de Didó (1880-1960), de la col·lecció del Centre de Documentació i Museu de les Arts Escèniques

La història dels titelles o de les representacions de titelles als Països Catalans es troben documentades ja al segle xiii en una història que s'estén fins avui dia. Al segle xix, a Catalunya, és un art que es revifa i que s'adapta a les diverses necessitats expressives o artístiques de cada moment.

## Dades històriques (s.XIII-XIX)
Al Llibre de contemplació en Déu, datat el 1272, Ramon Llull explica que els joglars moros utilitzaven bavastells, ninots d'aparença humana fets de fusta policromada. El cronista aragonès Jerónimo de Blancas cita una funció de bavastells durant les festes de coronació de Ferran I a Saragossa el 1414. El 1486, el metge i escriptor valencià Jaume Roig defineix l'escenari dels bavastells amb el nom de castell a la seva obra Spill o llibre de les dones. Els titelles van ser molt populars al País Valencià, a banda de ser perseguits per la Inquisició pel to amb què tractaven l'església. A l'inici del xviii trobem ombristes valencians de gira per la Península i moltes funcions de titelles a la ciutat de València. Malgrat la pervivència del Betlem de Tirisiti –un retaule evocatiu del naixement de Jesús–, als segles xviii i xix els titelles viuen la mateixa decadència que a la resta de l'estat i no és fins a les dues últimes dècades del segle XX que els titelles valencians experimenten un procés de renovació i consolidació.
Cap a final del xviii, Catalunya viu una renovació econòmica, comercial i social. El port de Barcelona és un tràfec incessant de marxants estrangers, als quals – als italians sobretot– s'atribueix la revitalització dels titelles i la introducció de la llanterna màgica, el circ i el teatre d'ombres.
Amb el titellaire Juli Pi (1851-1920) es consoliden els canemassos i els personatges del teatre català de titelles, malgrat que hi ha constància de nombrosos titellaires anteriors, que adaptaven arguments de novel·les i del teatre d'ombres com a guió de les titellades.

## Els titelles a les Balears
Les referències més antigues de les teresetes (geosinònim mallorquí dels titelles) són de final del segle xix, però suposem que hi van arribar molt abans, duts per artistes o mercaders italians i àrabs. A l'inici del XX consten titellaires mallorquins com Gaspar Gelabert (mort el 1917) i el capellà Sebastià Guasp, que als anys trenta dirigia un teatre de teresetes a Algaida. El barceloní Antoni Faidella (1891-1970), paradigma d'empresa familiar de titellaires ambulants, es va traslladar a Mallorca el 1939 i hi va contribuir a l'assentament dels titelles, feina continuada per les seves filles Rosa i Joaquima.
A la tardor de 1971 s'ajunten Josep Maria Gómez Gorriz (Pep Gómez) i Josep Baño Sastre (Pep Banyo) i funden grup de teresetes amb el que participen en el 2n Festival de Titelles de Catalunya (1974) amb el muntatge "Caparrins i Caparrots". La tardor de 1974 Pep Banyo funda el grup de teresetes S'Estornell Teatre (primer grup professional de Teatre de Teresetes de Mallorca) amb el que continua fins a l'actualitat (2015). Les Teresetes de Mallorca són descendents directes dels "guaratelle" napolitans del període 1350-1650 amb molt trànsit entre Mallorca i Nàpols. Participa habitualment en els Festival Internacional de Teatre de Teresetes de Mallorca.

## Dades històriques (s.XIX-XXI)
La segona meitat del XIX és un moment de traspàs de la cultura oral a l'escrita i els titelles alternen arguments de tradició oral amb altres de literaris, com ara adaptacions de novel·les i de peces teatrals.
El pas del XIX al XX és fonamental en l'evolució del teatre de putxinel·lis. Alhora que es continuen delectant amb el titella tradicional d'extracció popular, representat per Juli Pi, les elits del modernisme atorguen a les ombres i els titelles un vernís experimental entroncat amb el simbolisme català de l'època. Un exemple d'aquest pensament el trobem en Joan Maragall, que va estrenar a Els Quatre Gats el poema Montserrat amb música d'Enric Morera i ombres de Miquel Utrillo. Fins a la Guerra Civil espanyola, adults i canalla havien compartit el teatre de titelles. Tanmateix, després de la guerra, el gènere s'escora cap al públic infantil de la mà, entre d'altres, de les famílies titellaires Anglès i Vergès, la companyia d'Herta Frankel i Titelles Babi.
Més tard, ja a cavall dels seixanta i setanta del segle xx, la societat catalana viu un procés de conscienciació política i nacional. Es recupera el teatre infantil en la nostra llengua i neixen els cicles Cavall Fort al Teatre Romea, el 1967; i els moviments Rialles, el 1972; i Pedagogia de l'Espectacle, el 1976. La recerca de nous llenguatges expressius s'inicia el 1967 amb la creació de Putxinel·lis Claca'' i Titelles Garibaldis, grups que entenen l'espectacle de titelles com un espai avançat d'experimentació plàstica i teatral. El 1970 s'inaugura el Moviment de Titellaires Independents, amb l'objectiu de ‘reinventar l'art dels titelles defugint la idea que és exclusivament per a nens'. Canvien l'estètica i la posada en escena: les veus són més naturals, alguns titellaires treballen a la vista del públic com a manipuladors actors i els arguments són actuals o adaptacions de rondalles populars. El 1974 es funda L'Estaquirot. Entre el 1975 i el 1976, Pepe Otal crea el Grupo-Taller de Marionetas, del qual el 1978 neix el Col·lectiu d'Animació de Barcelona de la mà de Carles Cañellas, que es dissol després d'un any i mig de prolífica experimentació, en entrar aquest a formar part de l'equip de creació del Circ Cric. Més tard, el 1982 Cañellas munta Els Rocamora (avui Rocamora Teatre).
El 1978 es produeix també un punt i a part en la història titellaire catalana: Putxinel·lis Claca –ara Teatre de la Claca– estrena al Gran Teatre del Liceu l'espectacle ‘Mori el Merma’, amb màscares, ninots i decorats dissenyats i pintats per Joan Miró.
Quant al teatre d'ombres, a les primeres dècades del XIX fa una forta competència als fins llavors en voga cosmorames i llanterna màgica: se n'editen els textos i es comercialitzen plantilles de cartolina per fer espectacles casolans. Locals barcelonins com el Cafè dels Cecs, al carrer Ferlandina; La Sencilla, al número 31 del carrer Canuda; o Els Quatre Gats, al número 3 bis del carrer Montsió; oferien ombres regularment, alternades amb funcions de titelles. Posteriorment, el cinema va relegar els espectacles d'ombres i, a final del segle xx, han estat creadors com Comediants, La Fanfarra o La Cònica/Lacònica que han reactualitzat creativament aquesta tècnica.

## Titellaires reconeguts
Titellaires notoris han estat Ezequiel Vigués, Didó (1880-1960), especialista en el guinyol lionès que havia après a París; la nissaga Anglès, composta per Jaume Anglès i Pallejà, (1857-1919), Jaume Anglès i Vilaplana (1888-1945) i Jaume Anglès i Guzman (1913-1978); la nissaga Vergés, fundada per Sebastià Vergés i Prats (1900-1974) amb el seu germà Antoni (1909-1990) i la muller del primer, Isabel Cadena (1905-1997), i els seus fills Sebastià (1929) i Martí Vergés Cadena (1931). El 1975 debuta la tercera generació, amb Sebastià Vergés i Martínez (Barcelona, 1958) i el 1978 amb Jaume Vergés Martínez (Barcelona 1961) 
Al costat dels titellaires, cal esmentar especialment Harry Vernon Tozer (Villa Rica, Paraguai, 1902 - Barcelona, 1999), figura clau en la difusió internacional del putxinel·li català i gran renovador de l'art de la marioneta com a investigador, constructor i pedagog.

## Festivals de Titelles
Festival de Titelles FIROBI de Vilassar de Mar
Mostra d'Igualada
Fira de Titelles de Lleida